# La granja (sèrie de televisió)
La granja és una telenovel·la creada per Joaquim Maria Puyal i escrita per Jaume Cabré.
La trama gira al voltant d'una família que regenta un bar a un barri de Barcelona. La vida quotidiana de la família i les seves relacions, el tracte amb els clients... són el centre de la història.
La sèrie va aparèixer per primer cop el 1989 a TV3 i fou la primera telenovel·la d'aquesta cadena. Servia com a pròleg per al programa de debat La vida en un xip. A partir de la temporada 89-90 va esdevenir un ens propi tot i continuar centrant el programa de debat posterior. Finalment, a la temporada 90-91, els capítols adquiririen continuïtat narrativa. De mica en mica els capítols anirien augmentant la durada fins a arribar a gairebé els dos-quarts d'hora. Finalment, el 1992, la sèrie s'aturaria per decisió personal de Joaquim Maria Puyal.

## Context i argument
L'any 1989 a Joaquim Maria Puyal se'l va assignar com a director i presentador d'un programa de debat la nit dels divendres, La vida en un xip, just després del telenotícies vespre. Per aconseguir mantenir els teleespectadors va decidir crear una petita sèrie de ficció que fes d'unió entre el telenotícies i el programa de debat, amb una trama que es relacionés amb el tema a tractar.
Per fer la funció d'aquest pròleg i nexe d'unió apareix La granja. Els temes a tractar al debat s'introduïen en aquesta sèrie de ficció que se centrava en el bar de la Carme i en Joan i la relació amb la resta de la família i els clients. Posteriorment es feia un col·loqui sobre el tema i la sèrie i també es mostraven els resultats d'una enquesta sobre l'assumpte tractat.

## Repartiment
El repartiment dels principals personatges de la sèrie és el següent:
| Actor / actriu original | Personatge fictici |
| ----------------------- | ------------------ |
| Xavier Serrat           | Joan               |
| Rosa Serra              | Carme              |
| Pepita Oliveras         | Angelina           |
| Josep Antón Vilasaló    | Cisco              |
| Laura Barrufet          | Sònia              |
| Elisa Hermosa           | Laia               |
| Pepa López              | Serafina           |
| Joan Borràs             | Soteras            |
| Boris Ruiz              | Mercader           |
| Enric Serra             | Brillant           |
| Pep Linuesa             | Sergi              |
| Jordi Mollà             | Ramonet            |